# Ozero Molotjnoje (sjö i Belarus)
Ozero Molotjnoje (ryska: Озеро Молочное) är en sjö i Belarus. Den ligger i voblasten Hrodna voblast, i den västra delen av landet, 220 km väster om huvudstaden Minsk. Ozero Molotjnoje ligger 119 meter över havet. Arean är 0,54 kvadratkilometer. Den sträcker sig 1,9 kilometer i nord-sydlig riktning, och 1,3 kilometer i öst-västlig riktning.
I omgivningarna runt Ozero Molotjnoje växer i huvudsak barrskog. Runt Ozero Molotjnoje är det ganska tätbefolkat, med 139 invånare per kvadratkilometer.